# Héroes: Silencio y Rock & Roll
Héroes. Silencio y Rock & Roll és una pel·lícula documental sobre música dirigida per Alexis Morante i estrenada en 2021. Tracta sobre la història de l'agrupació musical Héroes del Silencio des de la creació de la banda fins al seu ascens a la fama durant els anys 80. La trama està comptada en primera persona pels membres de grup: Enrique Bunbury, Juan Valdivia, Pedro Andreu i Joaquín Cardiel. A més, compta amb material videogràfic i fotogràfic generat, en part, pels propis integrants del grup durant els seus assajos, gires, enregistraments i moments íntims i quotidians.

## Argument
Héroes: Silencio y Rock & Roll és una pel·lícula documental sobre l'amistat, la música i el compromís. Recorre en estricte ordre cronològic la vida de la formació aragonesa des de la seva creació en 1984 fins a 1996, quan el grup es va separar amb un últim concert Los Angeles. A més, la cinta conta la història d'Héroes del Silencio a través dels seus protagonistes: els quatre membres de la banda (Enrique Bunbury, Juan Valdivia, Pedro Andreu i Joaquín Cardiel), cinc incloent a Alan Boguslavsky. Tots ells narren les vivències, les alegries i les penes amb l'ajuda d'Ignacio “Pito” Cubillas (exrepresentant) i Phil Manzanera, productor del segon àlbum Senderos de traición; passant pels seus intents per allunyar-se de les comparacions amb altres grups alternatius de l'època, els rebutjos que van sofrir al principi per les productores i la crítica, fins a arribar al reconeixement tant dels mitjans de comunicació com del públic.
Així mateix, en el documental apareixen aquells moments delicats del grup pels problemes provocats a vegades per les drogues, en altres per la convivència i també per la pressió soferta en la necessitat del treball constant. Moments narrats des de cadascuna de les perspectives de cada integrant, dels seus mánager i dels seus productors, i problemes que van derivar en l'adeu definitiu de la banda, quan els membres d'Héroes del Silencio van decidir prendre rumbs diferents en la música.

## Repartiment
En la pel·lícula documental Héroes. Silencio y rock & roll intervenen Enrique Bunbury, Juan Valdivia, Joaquín Cardiel, Pedro Andreu, Alan Boguslavsky, Phil Manzanera, Matías Uribe, Ignacio Cubillas, Gustavo Montesano, Roberto Durruty, Diego A. Manrique i Sandro D'Angeli.

## Producció
El rodatge d' Héroes. Silencio y rock & roll va començar el 7 d'octubre de 2018. Durant 10 dies, es va rodar a Saragossa capital, així com als municipis saragossans de Monegros i Tarassona. A més, la cinta també es va filmar dos dies a Madrid, uns altres dos a Los Angeles i un a Londres. La filmació va concloure el 14 d'abril de 2019 i la data de producció és del 26 de novembre d'aquest mateix any.

## Estrena
El documental Héroes. Silencio y rock & roll es va estrenar el 23 d'abril de 2021. El seu llançament va tenir lloc a la plataforma de streaming Netflix en castellà amb l'opció de subtítols en àrab, anglès, francès i romanès. El llargmetratge va obtenir una recaptació de 3.909,40 €.

## Premis
- 2022: Premis Goya: nominat a millor documental.
- 2022: Premis Forqué: nominat a millor documental.
- 2021: Premis Carmen Del Cine Andaluz: nominació Millor Direcció.
- 2022: XI Premis Simón: Premi al millor llargmetratge, millor muntatge, millor so i millor direcció de producció.